# 秋田県道61号秋田御所野雄和線
秋田県道61号秋田御所野雄和線（あきたけんどう61ごう あきたごしょのゆうわせん）は、秋田県秋田市を通る県道（主要地方道）である。
なお、秋田市上北手御所野から秋田空港の西側・空港入口交差点の間）の区間には下記の2つのルート（本線、支線）が存在する。
- 愛称秋田エアポートライン（秋田空港アクセス道路[1]）[2]。一部は旧有料道路だった。
- 愛称あきたびライン[3]。全区間が自動車専用道路に指定されている。

## 概要
仁井田・御野場地区の大規模宅地造成と御所野ニュータウンの開発にともなって、新たに当路線が1994年に制定された。
街と街を結ぶ道として新しくできた市道と既存の旧・和田御所野線を直通し、秋田市南部から秋田空港へのアクセス道路など、当路線は多角的な目的がある。また、有料区間の無償化や自動車専用道路の効果、秋田南大橋開通により本荘地区からの利便性が高まり、秋田県道46号秋田空港線（旧空港道路）からとってかわる道路になった。
秋田市仁井田新田の国道13号から南へ分岐し、御野場新町で東方向へ左折、県道9号（接続可能）とJR東日本 秋田新幹線・奥羽本線と立体交差し、御所野ニュータウンの市街地を通る。秋田市総合環境センター前であきたびラインに連続・直通し、現道は左折して進路を南に変え、再び秋田新幹線・奥羽本線を交差して岩見川を渡り、あきたびラインと日本海東北自動車道 秋田空港ICに接続する。現道はここで左折し、秋田市河辺戸島字七曲下で県道62号に接続、右折（県道62号からは直進で直通）して日本海東北自動車道を立体交差ののち、さらに右折して秋田エアポートラインを通り、あきたびラインと空港南西の空港入口交差点で合流する。
路線は県道46号と合流し、さらに南下して雄物川の川岸で左へ分岐し、雄物川の東岸を南下して、秋田市雄和向野字牛首の終点で国道341号に合流する。

### 路線データ
- 総延長：31.540 km[4]
- 実延長 : 30.033 km[4]
- 起点 : 秋田県秋田市仁井田新田2丁目457番11（仁井田新田交差点、国道13号交点）[5]
- 終点 : 秋田県秋田市雄和向野字牛首47番1（雄和向野交差点、国道341号交点）[5]
- 通行不能区間 : なし
- 冬季閉鎖区間 : なし

## 歴史
- 1993年（平成5年） 5月11日 - 建設省から、県道和田御所野線・県道河辺雄和線の一部が秋田御所野雄和線として主要地方道に指定される[6]。
- 1994年（平成6年）4月1日 - 1993年に主要地方道に指定された区間を統合して、新たに秋田県道に認定される[5]。
- 2001年(平成13年） - エアポートラインを無料化する
- 2011年（平成23年）7月29日 - 支線のあきたびラインが全線開通する[7]。

## 路線状況

### 重複区間
- 秋田県道46号秋田空港線（秋田市雄和椿川 - 秋田市雄和平尾鳥）、約1.5km[4]

### 秋田エアポートライン
秋田エアポートラインは秋田空港が移転して開港したのと同時に開通し、供用開始当時は淀川河辺有料道路（有料道路）として活用されてきた。のちに秋田県道46号秋田空港線が全線開通して有料道路の交通量が低下し、また自動車専用道路の建設に着手したことで、予定していた2010年度よりもはやく無料化された。

#### 路線データ
- 延長：1.7km
- 起点 : 河辺郡雄和町椿川（七曲下交差点）
- 終点 : 河辺郡雄和町椿川（県立中央公園ピクニックエリア交差点）
- 料金
  - 普通車：150円
  - 大型車：200円
  - 特大車：
  - 自転車などの軽車両：20円[8]
- 開通日：1981年（昭和56年）6月23日
- 無料開放日：2001年（平成13年）4月1日[9]
- 料金所の数：1箇所
- 管理：秋田県企業局

### 道路施設
- 秋田空港IC - 日本海東北自動車道

## 地理

### 交差する道路
| 施設名                       | 接続路線名                                      | 備考                                                      | 所在地                                                         |
| ---------------------------- | ----------------------------------------------- | --------------------------------------------------------- | -------------------------------------------------------------- |
| 仁井田新田交差点             | 国道13号                                        | 起点                                                      | 秋田市仁井田新田2丁目                                          |
|                              | 市道（協雄大橋） （秋田県道65号寺内新屋雄和線） | 協雄大橋の西側（秋田市豊岩石田坂字上野）で 県道65号に接続 | 秋田市御野場新町                                               |
|                              | 秋田県道9号秋田雄和本荘線                       |                                                           | 秋田市四ツ小屋北緯39度39分45.71秒 東経140度8分34.26秒          |
|                              | 秋田県道41号秋田昭和線                          | 県道41号起点                                              | 秋田市御所野下堤5丁目北緯39度39分53.52秒 東経140度9分31.09秒   |
| （秋田市総合環境センター前） | あきたびライン                                  | あきたびライン起点（本線） 現道は左折                     | 秋田市上北手御所野字雨池通                                     |
| 戸島ランプ 秋田空港IC        | あきたびライン E7 日本海東北自動車道            |                                                           | 秋田市河辺戸島字大堤山北緯39度38分31.1秒 東経140度11分17秒     |
| 七曲下交差点                 | 秋田県道62号秋田北野田線                        | 県道62号終点                                              | 秋田市河辺戸島字七曲下北緯39度38分33.58秒 東経140度12分2.83秒  |
| 椿台ランプ 中央公園交差点    | あきたびライン 秋田県道319号雄和協和線          | - 県道319号起点                                           | 秋田市雄和椿川字奥椿岱北緯39度37分31.62秒 東経140度11分40.73秒 |
| 空港入口交差点               | あきたびライン 秋田県道46号秋田空港線           | あきたびライン終点                                        | 秋田市雄和椿川小友沢北緯39度36分32.66秒 東経140度12分7.16秒    |
|                              | 秋田県道46号秋田空港線                          |                                                           | 秋田市雄和平尾鳥北緯39度36分0.37秒 東経140度12分20.78秒        |
| 雄和向野交差点               | 国道341号                                       | 終点                                                      | 秋田市雄和向野字牛首                                           |

### 沿線の施設
- 北都銀行秋田南支店
- 秋田銀行御野場支店
- JR東日本 奥羽本線 四ツ小屋駅
- イオンモール秋田
- フレスポ御所野
- 戸島郵便局
- 国際教養大学
- 秋田県立中央公園（県道319号経由）
- 秋田県立中央公園陸上競技場（県道319号経由）

## あきたびライン
あきたびラインは、秋田市上北手御所野から秋田市雄和椿川へ至る秋田県道61号秋田御所野雄和線の支線の愛称である。
秋田市中心部および秋田空港ICから秋田空港へのさらなるアクセスの向上を目的として、着工から17年を経て2011年7月29日に全線開通した。全線が自動車専用道路で、起点では現道と連続しており、あきたびラインが本線の扱いになっている。

### 路線データ
- 実延長：6.5km[10]
- 起点 : 秋田県秋田市上北手御所野字雨池通5番58[7]北緯39度39分21.73秒 東経140度10分32.23秒
- 終点 : 秋田県秋田市雄和椿川字小友沢67番1[11]（空港入口交差点[10]、秋田県道46号秋田空港線交点）[5]北緯39度36分32.65秒 東経140度12分7.14秒
- 最高速度：70km/h
- 幅員：11.5m（秋田市上北手御所野・起点-秋田市河辺戸島・戸島ランプ）、22.0m（秋田市河辺戸島・戸島ランプ-秋田市雄和椿川・終点）
- 未供用区間 : なし[4]

### 歴史
- 1994年（平成6年）度 - 事業化。
- 2001年（平成13年）度 - 戸島ランプ - 椿台ランプ間、供用開始。
- 2004年（平成16年）4月20日 - 椿台ランプ - 空港入口交差点・終点間の供用を開始し、すでに開通している戸島ランプ（河辺郡河辺町戸島字大堤山20番5）から空港入口交差点（河辺郡雄和町椿川字小友沢67番1）までが開通する[11]。
- 2011年（平成23年）7月29日 - 起点（秋田市上北手御所野字雨池通5番58） - 戸島ランプ（秋田市河辺戸島字川苗代90番2）間が供用開始し、全線開通となる[7]。

### 路線状況
全線開通に合わせ、制限速度が60km/hから秋田県道でははじめて70km/hに引き上げられた。2車線の区間においても中央分離帯または一般的な高速道路の暫定2車線区間とほぼ同態様の簡易センターポールが設置されている。
なお、速度規制標識は、高速道路で用いられているような表示を可変できる電光式のものではなく、表示を変更できない金属板のものが用いられている。
また、当初、案内標識は緑色のものが用いられていたが、2004年の椿台ランプ - 空港入口交差点・終点の開通の際に、一般道用の青色のものに交換された。

### 冬期閉鎖区間
- なし[12]

### 交通不能区間
- なし[13]

#### 路線バスの運行
- 秋田空港リムジンバスのうち2往復（高速経由秋田駅東口直行便）が、あきたびライン区間を経由して運行していたが、2011年6月に廃止された。
- 秋田県道9号秋田雄和本荘線から雄和市民サービスセンター前を経由していた便が、あきたびライン区間の全線開通に合わせて、2011年8月1日から全便、当路線を経由している。

### 地理

#### ランプなど
すべての交差点・ランプは秋田県道61号秋田御所野雄和線・現道と接続している。
| 施設名         | 接続路線名                                    | 起点 から （km） | 備考                                               | 所在地                     |
| -------------- | --------------------------------------------- | ---------------- | -------------------------------------------------- | -------------------------- |
| （御所野）     | 県道61号現道（一般道路）                      | 0.0              | 現道の起点方向から連続                             | 秋田市上北手御所野字雨池通 |
| 豊成大橋       |                                               |                  | JR東日本 奥羽本線・秋田新幹線、岩見川 橋長：254.0m |                            |
| 戸島ランプ     | 県道61号現道 E7 日本海東北自動車道 秋田空港IC | 2.2              |                                                    | 秋田市河辺戸島字大堤山     |
| 椿台ランプ     | 県道61号現道 秋田県道319号雄和協和線          | 4.1              |                                                    | 秋田市雄和椿川字奥椿岱     |
| 空港入口交差点 | 県道61号現道 秋田県道46号秋田空港線           | 6.5              |                                                    | 秋田市雄和椿川字小友沢     |